# Список премьер-министров САДР
Список премьер-министров Сахарской Арабской Демократической Республики включает лиц, являвшихся главой правительства в изгнании частично признанной международным сообществом Сахарской Арабской Демократической Республики со времени провозглашения в 1976 году независимости республики, пришедшей на смену испанской колонии в Западной Сахаре.
В настоящее время правительство страны, базирующееся в алжирском городе Тиндуф, возглавляет Премьер-министр (араб. الوزير الأول‎), чьё положение в системе государственной власти определяет конституция, принятая в 1976 году. Посвящённые Правительству с 64 по 71 статьи устанавливают, что премьер-министра назначает глава государства и поручает сформировать кабинет министров. Глава правительства председательствует на заседаниях кабмина, координирует и контролирует его деятельность, распределяет задачи между министрами. Премьер-министр также составляет годовую программу деятельности правительства и проект операционного бюджета и представляет их кабинету министров для принятия. После принятия правительством премьер-министр представляет их на утверждение Национальному совету (парламенту).
Использованная в первом столбце таблиц нумерация является условной; также условным является использование в первом столбце цветовой заливки, служащей для упрощения восприятия принадлежности лиц к Фронту ПОЛИСАРИО без необходимости обращения к столбцу, отражающему партийную принадлежность. В столбце «Выборы» отражены состоявшиеся выборные процедуры, сформировавшие состав парламента, утвердившего состав правительства или поддержавшего его. Для удобства список дополнен разделом «Обзор», призванным пояснить особенности политической жизни страны.

## Обзор
В 1884—1885 годах в Берлине прошла международная конференция по урегулированию спорных вопросов колониального раздела Тропической Африки. 26 февраля 1885 года по решению конференции над прибрежной частью Западной Сахары устанавливался испанский протекторат. В июне 1900 года франко-испанское соглашение определило южную границу Западной Сахары с Мавританией; в октябре 1904 года к испанской колонии, включавшей в себя область Рио-де-Оро, присоединена территория Сагия-эль-Хамра — формирование современных границ Западной Сахары завершилось. Фактически контроль над регионом был установлен только в 1934 году. В 1946 году Западная Сахара объединилась с Ифни (колонией-полуанклавом во Французском протекторате Марокко) в Испанскую Западную Африку. Однако в 1958 году федерация колоний распалась, а Западная Сахара объявлена заморской провинцией Испании. В 1956 году Марокко объявило о своей независимости от Франции, а в 1960 году — Мавритания. Два государства заявили о претензиях на территорию Западной Сахары: обе страны считали себя исторически и этнически связанными с этой областью. К обострению западносахарского вопроса привело также обнаружение в 1963 году на севере страны близ Бу-Краа крупного месторождения фосфоритов. В декабре 1965 года Генассамблея ООН призвала Испанию деколонизировать территорию и организовать под контролем ООН референдум, предоставляемый жителям Западной Сахары (сахарави) право на самопределение. В мае 1973 года сторонники независимости Западной Сахары создали Народный фронт за освобождение Сагия-эль-Хамра и Рио-де-Оро (ПОЛИСАРИО; предшественником организации являлось движение Харакат Тахрир), развернувший при поддержке Алжира партизанскую войну.
В 1974 году Испания согласилась провести референдум о будущем статусе Западной Сахары, против чего выступили Марокко и Мавритания. По решению Генассамблеи ООН вопрос о регионе был передан на рассмотрение Международного суда в Гааге. В октябре 1975 года суд признал, что к моменту испанской колонизации область не являлась terra nullius (с лат. — «ничейная земля»), удостоверив существование географических, культурных и этнических связей местных племён с Марокко и Мавританией. Однако суд также отметил, что эти связи не препятствуют реализации права сахарави на самопределение. 6 ноября, опираясь на неоднозначность решения суда и расценив это решение как признание в пользу возвращения Западной Сахары в состав Марокко, Хасан II призвал 350 тысяч безоружных марокканцев перейти границу с колонией, а после ввёл войска, оккупировав север региона; Мавритания же вторглась с юга, взяв под контроль треть территории. 14 ноября Испания, Марокко и Мавритания заключили в Мадриде соглашение, в соответствии с которым, Испания деколонизирует территорию и выведет из неё свои войска не позднее 28 февраля 1976 года; в стране будет создана временная администрация, в которую войдут представители сторон соглашения. 26 февраля 1976 года правительство Испании уведомило Генеральный секретариат Фронта ПОЛИСАРИО об окончании испанского присутствия в Западной Сахаре. 27 февраля в Бир-Лелу генеральный секретарь Фронта ПОЛИСАРИО Эль-Уали Мустафа Сайед подписал документ о провозглашении независимости Сахарской Арабской Демократической Республики (араб. الجمهورية العربية الصحراوية الديمقراطية‎; САДР) с заявленной столицей в городе Эль-Аюн. Страна, претендующая на всю территорию Западной Сахары, фактически контролировала лишь её восточную часть, т. н. «освобождённые территории».
14 апреля 1976 года с уходом Испании из региона между Марокко и Мавританией в Рабате было подписано соглашение о разделе Западной Сахары, на оккупированных территориях были созданы провинции: на юге мавританская Тирис-эль-Гарбия и на северо-западе марокканские Южные провинции. Однако уже 5 августа 1979 года Мавритания, на фоне обострения военно-политической обстановки в странах Магриба, отказалась от претензий на Западную Сахару и вывела из Тирис-эль-Гарбии войска и администрацию. Марокко немедленно взяло под контроль западную часть мавританской провинции (САДР — восточную), объявив весь регион своей территорией. На протяжении 1980—1990 годов Марокко удалось ограничить активность отрядов Фронта ПОЛИСАРИО при помощи установки минных полей и возведения стен. В 1991 году при посредничестве ООН между враждующими сторонами было подписано соглашение о прекращении огня и создана миротворческая миссия (МООНРЗС), следящая за соблюдением договора. На миссию была возложена организация референдума о будущем статусе Западной Сахары (не проведён до сих пор). В 2006 году король Марокко Мухаммед VI выдвинул проект западносахарской автономии в составе Марокко, однако отверг перспективы референдума, способного привести к независимости спорной территории. В ноябре 2020 года Марокко нарушило соглашение 1991 года, вторгнувшись в подконтрольную САДР деревню Гергерат. 14 ноября САДР объявила Марокко войну, начав обстрел военных объектов вдоль южной части марокканской стены.

## Список
|            | Портрет | Имя (годы жизни)                                             | Полномочия       | Полномочия       | Партия                                                      | Выборы | Пр.    |
| Начало     | Портрет | Имя (годы жизни)                                             | Окончание        |                  | Партия                                                      | Выборы | Пр.    |
| ---------- | ------- | ------------------------------------------------------------ | ---------------- | ---------------- | ----------------------------------------------------------- | ------ | ------ |
| 1 (I—III)  |         | Мухаммед Ламине Ульд Ахмед (1947—) араб. محمد لامين ولد أحمد‎ | 5 марта 1976     | 4 ноября 1982    | Народный фронт за освобождение Сагия-эль-Хамра и Рио-де-Оро | 1974   | [ 5 ]  |
| 1 (I—III)  | 1976    | Мухаммед Ламине Ульд Ахмед (1947—) араб. محمد لامين ولد أحمد‎ | 5 марта 1976     | 4 ноября 1982    | Народный фронт за освобождение Сагия-эль-Хамра и Рио-де-Оро |        | [ 5 ]  |
| 1 (I—III)  | 1978    | Мухаммед Ламине Ульд Ахмед (1947—) араб. محمد لامين ولد أحمد‎ | 5 марта 1976     | 4 ноября 1982    | Народный фронт за освобождение Сагия-эль-Хамра и Рио-де-Оро |        | [ 5 ]  |
| 2 (I)      |         | Махфуд Али Бейба (1953—2010) араб. محفوظ علي بيبا‎            | 4 ноября 1982    | 18 декабря 1985  | Народный фронт за освобождение Сагия-эль-Хамра и Рио-де-Оро | 1982   | [ 6 ]  |
| 1 (IV)     |         | Мухаммед Ламине Ульд Ахмед (1947—) араб. محمد لامين ولد أحمد‎ | 18 декабря 1985  | 16 августа 1988  | Народный фронт за освобождение Сагия-эль-Хамра и Рио-де-Оро | 1985   | [ 5 ]  |
| 2 (II—IV)  |         | Махфуд Али Бейба (1953—2010) араб. محفوظ علي بيبا‎            | 16 августа 1988  | 18 сентября 1993 | Народный фронт за освобождение Сагия-эль-Хамра и Рио-де-Оро | 1989   | [ 6 ]  |
| 2 (II—IV)  | 1991    | Махфуд Али Бейба (1953—2010) араб. محفوظ علي بيبا‎            | 16 августа 1988  | 18 сентября 1993 | Народный фронт за освобождение Сагия-эль-Хамра и Рио-де-Оро |        | [ 6 ]  |
| 3 (I)      |         | Бухрая Хаммуди Баюн (1954—) араб. بوشراية حمودي بيون‎         | 19 сентября 1993 | 8 сентября 1995  | Народный фронт за освобождение Сагия-эль-Хамра и Рио-де-Оро | [ 7 ]  |        |
| 2 (V)      |         | Махфуд Али Бейба (1953—2010) араб. محفوظ علي بيبا‎            | 8 сентября 1995  | 10 февраля 1999  | Народный фронт за освобождение Сагия-эль-Хамра и Рио-де-Оро | 1995   | [ 6 ]  |
| 3 (II)     |         | Бухрая Хаммуди Баюн (1954—) араб. بوشراية حمودي بيون‎         | 10 февраля 1999  | 29 октября 2003  | Народный фронт за освобождение Сагия-эль-Хамра и Рио-де-Оро | 1999   | [ 7 ]  |
| 4 (I—IV)   |         | Абделькадер Талеб Омар (1951—) араб. عبد القادر الطالب عمر‎   | 29 октября 2003  | 4 февраля 2018   | Народный фронт за освобождение Сагия-эль-Хамра и Рио-де-Оро | 2003   | [ 8 ]  |
| 4 (I—IV)   | 2007    | Абделькадер Талеб Омар (1951—) араб. عبد القادر الطالب عمر‎   | 29 октября 2003  | 4 февраля 2018   | Народный фронт за освобождение Сагия-эль-Хамра и Рио-де-Оро |        | [ 8 ]  |
| 4 (I—IV)   | 2011    | Абделькадер Талеб Омар (1951—) араб. عبد القادر الطالب عمر‎   | 29 октября 2003  | 4 февраля 2018   | Народный фронт за освобождение Сагия-эль-Хамра и Рио-де-Оро |        | [ 8 ]  |
| 4 (I—IV)   | 2015    | Абделькадер Талеб Омар (1951—) араб. عبد القادر الطالب عمر‎   | 29 октября 2003  | 4 февраля 2018   | Народный фронт за освобождение Сагия-эль-Хамра и Рио-де-Оро |        | [ 8 ]  |
| 5          |         | Мухаммед Вали Акейк (1950—) араб. محمد والي أكيك‎             | 4 февраля 2018   | 13 января 2020   | Народный фронт за освобождение Сагия-эль-Хамра и Рио-де-Оро | [ 9 ]  |        |
| 3 (III—IV) |         | Бухрая Хаммуди Баюн (1954—) араб. بوشراية حمودي بيون‎         | 13 января 2020   | действующий      | Народный фронт за освобождение Сагия-эль-Хамра и Рио-де-Оро | 2019   | [ 10 ] |
| 3 (III—IV) | 2023    | Бухрая Хаммуди Баюн (1954—) араб. بوشراية حمودي بيون‎         | 13 января 2020   | действующий      | Народный фронт за освобождение Сагия-эль-Хамра и Рио-де-Оро |        | [ 10 ] |